# Uniejów
Uniejów [uˈɲɛjuf] (Uniejow, 1943–1945 Brückstädt, älter auch Unienau) ist eine Stadt in der Woiwodschaft Łódź in Polen. Sie ist Sitz der gleichnamigen Stadt-und-Land-Gemeinde mit 6956 Einwohnern (Stand 31. Dezember 2020).
Uniejów liegt am Ufer der Warthe und ist ein staatlich anerkannter Kurort.

## Geschichte

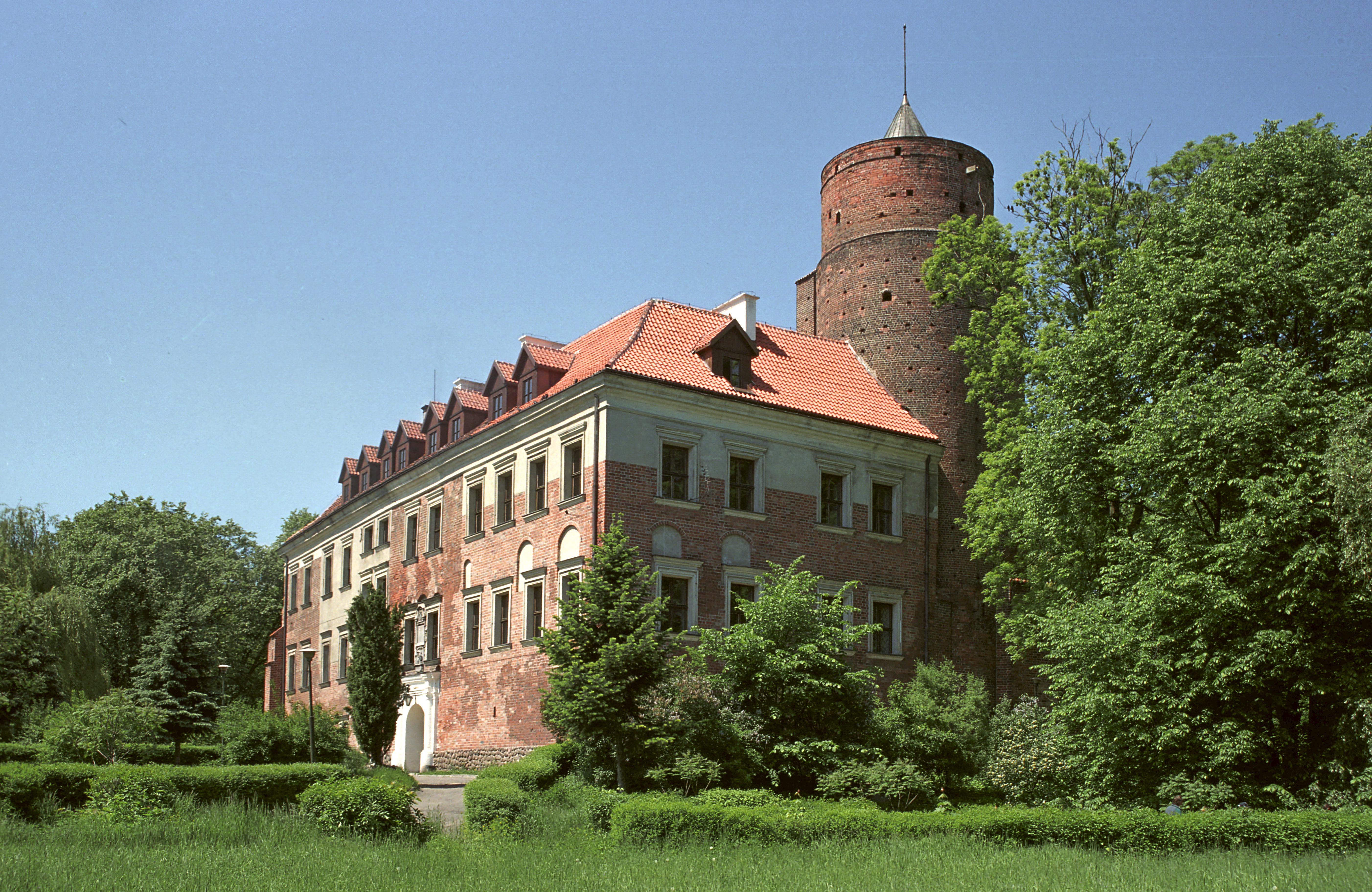
Burg

Die erste urkundliche Erwähnung des Ortes stammt aus dem Jahr 1136. Das Stadtrecht erhielt er 1290. 1331 wurde der Ort durch Soldaten des Deutschen Ordens zerstört. 1870 verlor der Ort sein Stadtrecht, erhielt es aber 1919 wieder.

## Gemeinde
Zur Stadt-und-Land-Gemeinde (gmina miejsko-wiejska) Uniejów gehören die Stadt selbst und 30 Dörfer mit Schulzenämtern.

## Persönlichkeiten
- Ewa Pajor (* 3. Dezember 1996 in Uniejów), Fußballspielerin